# Creative Handicrafts
Creative Handicrafts (artesanía creativa) en una empresa social creada en 1984 para empoderar a las mujeres desfavorecidas de las comunidades de los suburbios de Bombay o Mumbai, en la India. La idea original fue de una misionera española, Isabel Martín, de la congregación de las Misioneras de Cristo Jesús y de un grupo de mujeres de los suburbios de Mumbai. Un estudio revelaba que la mayoría de las mujeres en los suburbios pobres eran víctimas de violencia doméstica y extrema pobreza. Las más afortunadas eran las que eran capaces de encontrar un trabajo asalariado, aunque con frecuencia insuficiente para mantener su familia. La idea central era que las propias mujeres afectadas lograran su independencia económica a través de un proyecto propio, escapando de la situación de dominación y malos tratos por sus maridos, y pudiendo luchar por su educación y la de sus hijos.  
La organización parte del principio de que la independencia económica es el primer paso hacia la autosuficiencia y la autonomía. Por lo tanto, Creative Handicrafts imparte capacitación a las mujeres para producir productos textiles y para comercializarlos como medio de ganarse la vida. El objetivo último es construir comunidades sostenibles desde el respeto de la persona humana y la eliminación de dicriminación por razones de casta, sexo o religión.
Con los años cientos de mujeres se han beneficiado de la formación profesional proporcionada por Creative Handicrafts. La mayoría de ellas han sido emprendedoras y han logrado ganarse la vida por su cuenta. Otras comunidades que no son tan emprendedoras siguen formando parte de sus cooperativas ocupadas en la producción de artesanías y otros artículos de valor. 
En el año 2010 recibe el Premio Príncipe de Viana de la Solidaridad otorgado por el Gobierno de Navarra.